# Гардая
Гарда́я (араб. غرداية‎, бербер. ) — город на севере центральной части Алжира, административный центр одноимённых вилайета и округа. Население — 120 000 чел. (по оценке 2005 года).

## География и климат
Город расположен на северной окраине пустыни Сахара, в оазисе Мзаб. Вследствие резко континентального климата для Гардаи характерен перепад температур от 0 °С ночью до +46 °С днём. С марта по май наблюдаются песчаные бури. Однако, иногда случаются наводнения вследствие затяжных дождей, как, например, в октябре 2008 года.

## История

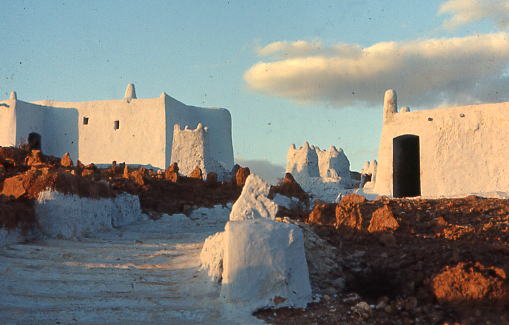
Городская мечеть.

Гардая, расположенная в оазисе Мзаб, была основана в 1048 году беженцами-ибадитами из Уарглы, спасавшимися от религиозных преследований со стороны суннитов. Со времён средневековья до нас дошли глинобитные здания белого и красного цвета, многие из которых и сегодня используются как жилые дома.
С XVI века по 1830-е года город входил в состав Османской империи, затем перешёл под власть Франции. В 1871 году в Уаргле вспыхнуло антифранцузское восстание под предводительством Бушуши, которое затронуло и Гардаю.
С 1962 года — в составе независимого Алжира.

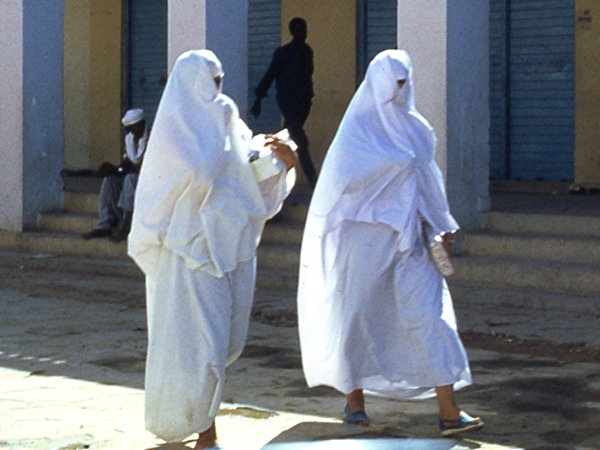
Женщины из народа мозабит.

## Экономика
Основу экономики Гардаи составляет сельское хозяйство, в основном, выращиваются финики (в оазисе); также город является местом производства ковров и тканей. 
В городе есть свой аэропорт.

## Население
Значительную часть населения города составляют представители берберского народа мозабит. Население в 1998 году составляло около 111 тыс. чел., в 2005 году — 120 тыс. чел.